# Bactrosaurus
 Bactrosaurus  war eine Gattung der Vogelbeckendinosaurier aus der Gruppe der Hadrosauridae. Fossilfunde dieser Gattung stammen aus der späten Oberkreide (Campanium). Die Fossilien der Typusart B. johnsoni wurden in der Wüste Gobi in der Inneren Mongolei gefunden und 1933 beschrieben.

## Merkmale
Bactrosaurus erreichte eine Körperlänge von vier bis sechs Metern bei einem Gewicht von zwei Tonnen.
Von B. johnsoni sind Einzelknochen sowie vollständige Schädel von mindestens sechs nahezu vollständigen Skeletten unterschiedlicher Altersstufen vorhanden während von B. kysylkumensis nur einige Brustwirbel, ein Oberkiefer und einzelne Zähne bekannt sind.

## Fundstellen
Die ersten Fossilien von B. johnsoni wurden 1933 in der Iren-Dabasu-Formation nahe der Stadt Eren Hot in der Inneren Mongolei, Volksrepublik China in der Wüste Gobi gefunden. Bereits 1921 wurden in dieser reichen Fundstätte erste Dinosaurierüberreste durch den amerikanischen Paläontologen Roy Chapman Andrews entdeckt.
In der Iren-Dabasu-Formation wurden in zahlreichen Grabungen eine Reihe von weiteren Dinosaurierskeletten entdeckt, darunter die Theropoden Alectrosaurus olseni und Archaeornithomimus asiaticus und mit Gilmoreosaurus mongoliensis ein weiterer früher Vertreter der Hadrosaurier. In der nahe gelegenen Minhe-Formation, die ebenfalls der Oberkreide zugeordnet wird, fanden sich weitere Arten, darunter der Velociraptor mongoliensis (Theropoda), die Protoceratopsiden Microceratops gobiensis und Protoceratops andrewsi sowie Reste nicht zugeordneter Theropoden und Sauropoden.

## Systematik
Bactrosaurus wird als Vertreter der Unterfamilie Lambeosaurinae angesehen und dort in die nähere Verwandtschaft der Gattungen Parasaurolophus, Lambeosaurus, Corythosaurus und Hypacrosaurus eingeordnet. Begründet wird diese Verwandtschaft aufgrund verschiedener Schädel- und Knochenmerkmale, u. a. durch modifizierte Nasenhöhlen, der Ausprägung des Kiefergelenks, der Ausbildung der Zähne, verlängerten Wirbelfortsätzen sowie der Beckenausbildung. Gemeinsam mit Prosaurolophus ist er dabei der ursprünglichste Vertreter der Lambeosaurinae, da diese noch keine so ausgeprägten Nasenhöhlen besitzen wie weiter entwickelte Arten. Aufgrund eines weiteren Skelettfundes 1998 wurde diese Zuordnung aufgelöst, da Bactrosaurus keinen Stirnkamm vor den Augen besaß.
Alternativ stellt Bactrosaurus wahrscheinlich einen frühen Hadrosaurier aus der Verwandtschaft von Gilmoreosaurus dar, wodurch er auch in den Verwandtschaftskreis der Gattungen Claosaurus, Tanius und Secernosaurus gehören würde, eine genauere Zuordnung dieser ist jedoch aufgrund des spärlichen Materials nicht vorliegend.
Die Typusart B. johnsoni wurde im Jahr 1933 erstmals von Charles W. Gilmore entdeckt und gemeinsam mit einer Reihe weiterer Dinosaurier beschrieben. Neben der Typusart wird der Gattung zudem der von Anatoly Riabinin 1937 als Cionodon kysylkumensis erstbeschriebene und 1995 von Lev Alexandrovich Nessov im Rahmen einer umfassenden Überarbeitung der russischen Dinosaurierfunde neu beschriebene B. kysylkumensis zugeschlagen.
Der ebenfalls von Riabinin beschriebene B. prynadai wird gemeinsam mit Tanius prynadai als Nomen dubium betrachtet.